# Justicia baravensis
Justicia baravensis är en akantusväxtart som beskrevs av C. B. Cl.. Justicia baravensis ingår i släktet Justicia och familjen akantusväxter. Inga underarter finns listade i Catalogue of Life.